# قنطره (عکار)
قنطره (به عربی: القنطرة) یک منطقهٔ مسکونی در لبنان است که در شهرستان عکار واقع شده‌است. قنطره ۱٫۹۱ کیلومتر مربع مساحت و ۷۶۱ نفر جمعیت دارد و ۲۳۰ متر بالاتر از سطح دریا واقع شده‌است.